# Forbundsdagsvalget 1957
Valget i Tyskland 1957 blev afholdt den 15. september 1957.
Resultatet af valget var at Konrad Adenauer blev siddende som kansler og leder for en koalitionsregering bestående af CDU/CSU og Deutsche Partei (DP).

## Resultater
Et antal medlemmer (7 CDU, 12 SPD, 2 FDP, 1 andre) indirekte valgt af Berlins parlament er ikke inkluderet nedenfor.
| Parti                | Partilistestemmer | Prosent (endring) | Prosent (endring) | Pladser (endring) | Pladser (endring) | Prosent av pladser |
| -------------------- | ----------------- | ----------------- | ----------------- | ----------------- | ----------------- | ------------------ |
| CDU                  | 11,875,339        | 39.7%             | +3.3%             | 215               | +24               | 43.2%              |
| CSU                  | 3,133,060         | 10.5%             | +1.7%             | 55                | +3                | 11.1%              |
| Deutsche Partei (DP) | 1,062,293         | 3.4%              | +0.1%             | 17                | +2                | 3.4%               |
| FDP                  | 2,307,135         | 7.7%              | -1.8%             | 41                | -7                | 8.2%               |
| SPD                  | 9,495,571         | 31.7%             | +2.9%             | 169               | +18               | 34.0%              |
| Andre                | 2,032,030         | 7.0%              |                   | 0                 |                   | 0.0%               |
| Totalt               | 29,905,428        | 100.0%            |                   | 497               | +10               | 100.0%             |